# Enrique Lihn
Enrique Lihn Carrasco (Santiago, 3 de septiembre de 1929-Santiago, 10 de julio de 1988) fue un escritor, crítico literario y dibujante chileno, mayormente conocido como poeta, pero que también escribió ensayos, cuentos, novelas, obras de teatro e historietas.

## Biografía

### Primeros años
Hijo de Enrique Lihn Doll y María Carrasco Délano, realizó sus estudios básicos en el Saint George's College y posteriormente pasó al Liceo Alemán de Santiago. Lihn fue un lector precoz, desde pequeño ya muy familiarizado con la poesía española, francesa, anglosajona y latinoamericana. En 1942, con solo trece años de edad, ingresó en la Escuela de Bellas Artes de la Universidad de Chile para estudiar artes plásticas.
Ingresó en la universidad a estudiar pintura, pero no terminó sus estudios. En cambio, se decidió por comenzar una carrera como escritor. Entre 1949 y 1955 publicó sus dos primeros poemarios y un ensayo referido a la obra de Nicanor Parra. Junto a Nicanor Parra, Alejandro Jodorowsky, Jorge Sanhueza, Jorge Berti, Roberto Humeres y Luis Oyarzún creó Quebrantahuesos, collage editado en 1952.
Se separó de la fallecida mimo y bailarina Ivette Elena Mingram Salvo cuando Andrea, la hija de ambos, nacida en 1957, que se convertiría en actriz, tenía solo año y medio.
En 1963 publicó La pieza oscura, que consideró su primer poemario valedero. Este libro fue traducido al francés como La chambre noire y publicado en París (Pierre Jean Oswald Editeur, 1972) en edición bilingüe, con portada e ilustraciones de Roberto Matta.
Lihn militó como activista del Frente de Acción Popular de su país, apoyando a Salvador Allende durante las elecciones presidenciales de 1958 y 1964.

### Viajes al extranjero y estadía en Cuba
En 1965 obtuvo una beca de la Unesco para estudiar museología en diversas ciudades europeas, entre ellas París, lo que significó su primer viaje al extranjero, con treinta y cinco años de edad. Esta experiencia fue muy significativa para el autor, y pese a que el cuaderno de anotaciones que llevó durante el viaje acabó por perderse, esta experiencia quedó plasmada en 1966 en su obra ganadora del Premio Casa de las Américas, Poesía de paso.
Vivió dos años en La Habana durante la segunda mitad de los años 1960. En Cuba «trabajó en Casa de las Américas, escribió en el diario Granma, redactó catálogos de arte y editó una antología de Vicente Huidobro. Se enamoró de una mulata y se casó. Hizo grandes amigos, entre ellos Roque Dalton y Heberto Padilla. Se empapó de literatura latinoamericana y, sobre todo, conoció la revolución por dentro. Y se desilusionó».
Al volver a Chile a fines de la década, el romance de Lihn con Cuba estaba en crisis —la tensión vivida en ese país se reflejó en los dos poemarios publicados en 1969: Escrito en Cuba y La musiquilla de las pobres esferas— que culminó en 1970 cuando «se separa definitivamente de ella» a raíz de la acusación de traición contra su amigo Padilla. Lihn lo defendió públicamente, con lo que selló «para siempre su distancia con la isla». El poeta chileno se convirtió en un autor «incómodo para Cuba», como comentara Germán Marín o un «ciudadano en sospecha», en palabras del mismo Lihn; no fue hasta casi treinta años más tarde que se publicó un antología del poeta —Una voz parecida al contrario— en el marco de las ediciones de libros de autores chilenos que hizo Casa de las Américas en 2009 con motivo de la Feria Internacional del Libro de La Habana en la que Chile era el invitado de honor.

### Retorno a Chile
Con el escritor Germán Marín, fundó la revista Cormorán de la Editorial Universitaria, que publicó ocho números entre agosto de 1969 y diciembre de 1970.
Dirigió el taller de poesía de la Universidad Católica de Chile (1970-1973) y fue profesor investigador de literatura en el Centro de Estudios Humanísticos, encabezado por Cristián Huneeus, de la Facultad de Ciencias Físicas y Matemáticas de la Universidad de Chile desde 1972, donde coincidió con otros personajes de la cultura de la época, como el poeta y teórico de arte Ronald Kay, quien en la revista Manuscritos rescató los Quebrantahuesos, esos diarios murales de poesía que habían hecho Nicanor Parra, Alejandro Jodorowsky y Lihn utilizando la técnica del collage..
En 1973 publicó en Argentina su novela Batman en Chile, pero como apareció en vísperas del golpe de Estado en Chile no tuvo distribución en este país.
Dos años más tarde partió a Francia invitado por el gobierno de ese país. A la ida, hizo una escala de un mes en Nueva York, en la que fue su primera visita a Estados Unidos; alojó en casa de Pedro Lastra, donde se encontró con Óscar Hahn y Jaime Giordano, y dio recitales en varias universidades (Yale, Rutgers, Maryland, Stony Brook, The City University of New York y el Center of Inter-American Relations). En Francia escribió París, situación irregular, publicado en Chile en 1977.
En 1976 publica su novela La orquesta de cristal a través de Editorial Sudamericana. La edición del libro estuvo a cargo de Héctor Libertella. En 1980 en España, se publica su tercera obra narrativa extensa, El arte de la palabra. Estas dos obras tienen como protagonistas y narradores a Gerardo de Pompier (alter ego del autor) y a Roberto Albornoz.
En 1978 obtuvo la beca Guggenheim, por lo que se trasladó por unos meses a Nueva York. A partir de Manhattan (poemas) se publicó en Chile en 1979. Luego viajó varias veces a Estados Unidos como profesor visitante en distintas universidades.
Escribió y montó obras de teatro (La radio, Las gallinas) y realizó performances (por ejemplo, el happening Adiós Tarzán, como una parodia a la dictadura, en 1984) y videos. Su presentación del poema El Paseo Ahumada en ese mismo lugar le valió un breve arresto policial en 1983. Esta obra, junto a La aparición de la Virgen, plaqueta con textos y dibujos del propio Lihn, fueron ediciones precarias, autofinanciadas en gran medida por el poeta y sus amigos, en un intento de oponerse a la asfixiante cultura oficial de la época de la dictadura militar en Chile.
Además de los dibujos que hizo para La aparición de la Virgen, dibujó su cómic inconcluso, Roma, la loba, e ilustró también algún libro ajeno, como, por ejemplo, la edición que Barlovento hizo en 1949 de la novela de María Carolina Geel Soñaba y amaba el adolescente Perces.

### Últimos años y reconocimiento póstumo
Falleció en Santiago de Chile el 10 de julio de 1988, víctima de cáncer. Hasta el último momento de su vida estuvo escribiendo. Su libro Diario de muerte (1989) fue publicado, por encargo suyo, por sus amigos Pedro Lastra y Adriana Valdés, quienes reunieron, transcribieron y ordenaron los poemas que dejó al morir. El título fue puesto por él mismo en el cuaderno donde los reunió.
Su tumba se encuentra en el cementerio Parque del Recuerdo, Sector D09, en Santiago de Chile, muy cerca de la sepultura de su amiga, la poeta Stella Díaz Varín. Tras su muerte se publicaron diversas antologías y trabajos inéditos de su obra.
El novelista Jorge Edwards se inspiró en la figura de Lihn para crear al protagonista de su novela La casa de Dostoievsky.
El dibujante chileno Liván (Iván Cornejo) hizo un cómic con El Paseo Ahumada, que publicó la editorial Das Kapital en 2014.

## Estilo e influencias

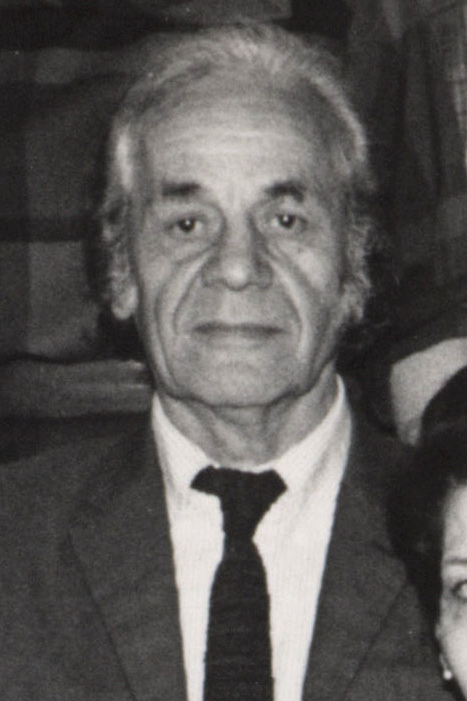
Nicanor Parra es una de las influencias importantes de Lihn.

En su poesía, prefería utilizar versos más cercanos a la prosa poética y más alejados del lirismo extremo. La influencia de Nicanor Parra en su obra es bastante clara. Para el crítico literario Juan Manuel Vial, a partir de Poesía de paso (1966) el escritor inauguró un estilo en el que convergen «la lírica, el habla cotidiana, el ensayo, las noticias, las apreciaciones de arte, la antipoesía y las emociones».
Uno de sus temas recurrentes es el de la infancia doliente, que ya se retrata desde La pieza oscura (1963). Otro tema importante es el viaje, temática inaugurada con Poesía de paso y continuada con Escrito en Cuba (1969), París, situación irregular (1977), A partir de Manhattan (1979) o Estación de los desamparados (1982).
En narrativa publicó cuentos y novelas. Su trilogía sobre el poder, el lenguaje y la sociosis, compuesta por Batman en Chile, La orquesta de cristal y El arte de la palabra, si bien no tuvo una recepción adecuada de la crítica nacional, lo llevó a formar parte de una tendencia de ruptura con el boom y parte de un movimiento experimental y transgresor de la narrativa latinoamericana en los años setenta y ochenta. En palabras del ensayista Héctor Libertella, la obra de Lihn forma parte de los cavernícolas que ponen en tensión las estrategias de mercado y de figuración pública y política de los autores reputados como la renovación de las letras continentales. Lihn y su narrativa es puesta a la par de obras como la de Reinaldo Arenas, Severo Sarduy, Manuel Puig, Salvador Elizondo y Osvaldo Lamborghini.
Dentro de sus influencias se encuentra el poeta Henri Michaux, cuya obra conoció en París durante su viaje a Europa en 1965 y con quien compartía varios parentescos biográficos.

## Obras

### Poesía
- 1949 - Nada se escurre, colección Orfeo, Talleres Gráficos Casa Nacional del Niño, Santiago
- 1955 - Poemas de este tiempo y de otro, Ediciones Renovación, Santiago
- 1963 - La pieza oscura, Editorial Universitaria, Santiago; descargable desde el portal Memoria Chilena. En 1972 apareció en París una edición bilingüe, con traducción al francés —La chambre noire— de Jean-Michel Fossey y portada e ilustraciones de Roberto Matta
- 1966 - Poesía de paso, Casa de las Américas, La Habana
- 1969 - Escrito en Cuba, Alacena / Era, México D.F.
- 1969 - La musiquilla de las pobres esferas, Universitaria, Santiago; descargable desde el portal Memoria Chilena
- 1972 - Algunos poemas, colección OCNOS, Barral Editores, Barcelona
- 1975 - Por fuerza mayor, colección OCNOS, Barral Editores, Barcelona
- 1977 - París, situación irregular, con prólogo de Carmen Foxley; Ediciones Aconcagua
- 1978 - Lihn y Pompier, Ediciones del Departamento de Estudios Humanísticos, Santiago
- 1978 - The Dark Room and Other Poems , edición de P.Lerzundi, traducciones de J. Felstiner, J. Cohen, D. Unger; New Directions, Nueva York
- 1979 - A partir de Manhattan, Universitaria, Santiago; descargable desde el portal Memoria Chilena
- 1981 - Noticias del extranjero
- 1981 - Antología al azar, Ruray, Lima
- 1982 - Estación de los desamparados, Premia Editora, México D.F.
- 1983 - Al bello aparecer de este lucero, Ediciones del Norte, Hannover, USA
- 1983 - El Paseo Ahumada, con fotos de Paz Errázuriz y Marcelo Montecino, dibujos del pintor Germán Arestizábal; Ediciones Minga, Santiago; descargable desde el portal Memoria Chilena (2004: Ediciones UDP con prólogo de Alejandro Zambra y dos poemas añadidos)
- 1986 - Pena de extrañamiento, Sin Fronteras, Santiago
- 1987 - Mester de juglaría, Hiperión
- 1987 - La aparición de la Virgen, plaqueta con textos y dibujos del propio Lihn
- 1988 - Antología de paso, LOM Ediciones, Santiago
- 1989 - Diario de muerte , textos reunidos y transcritos por Pedro Lastra y Adriana Valdés, Universitaria, Santiago; descargable desde el portal Memoria Chilena (2010: UDP con prólogo de Christopher Domínguez Michael)
- 2012 - La efímera vulgata, con fotografías de Luis Poirot; UDP, Santiago

Antologías póstumas
- 1989 - Álbum de toda especie de poemas, con prólogo del autor; Editorial Lumen, Barcelona
- 1995 - Porque escribí, a cargo de Eduardo Llanos Melussa
- 1999 - Figures of Speech, Poems by Enrique Lihn, traducción y edición de Dave Oliphant
- 2005 - Una nota estridente, UDP, Santiago
- 2009 - Una voz parecida al contrario, Casa de las Américas, La Habana
- 2012 - La aparición de la Virgen y otros poemas políticos (1963-1987) (Edición de Andrés Florit Cento. Prólogo de Vicente Undurraga)[nota 1]

### Ensayo
- 1952 - Introducción a la poesía de Nicanor Parra
- 1959 - «Pedro Luna, el pintor» en Pedro Luna, Instituto de Extensión de Artes Plásticas, Universidad de Chile; el álbum de este pintor chileno contiene otro texto, que predece al de Lihn: «Pedro Luna, recuerdos e impresiones», de Néstros Montecinos
- 1966 - «Definición de un poeta», Anales de la Universidad de Chile, n.º137 enero-marzo
- 1971 - La cultura en la vía chilena al socialismo
- 1983 - Sobre el estructuralismo de Ignacio Valente
- 1987 - Señales de ruta de Juan Luis Martínez, artículo escrito con Pedro Lastra; descargable desde el portal Memoria Chilena
- 1988 - Eugenio Téllez, descubridor de invenciones, imprenta Ograma, Santiago
- 1996 - El circo en llamas, críticas literarias; edición de Germán Marín, LOM, Santiago
- 2008 - Textos sobre arte, recopilación, edición y anotaciones al cuidado de Adriana Valdés y Ana María Risco; UDP, Santiago
- 2020 - ¿Qué nos ha dado con Kafka? Crónicas, ensayos y otras intervenciones sobre literatura, arte y política, Overol, Santiago

### Cuentos
- 1964 - Agua de arroz, Ediciones del Litoral, Santiago
- 1972 - Diez cuentos de bandidos, antología con selección y prólogo de Lihn; Quimantú, Santiago. Contiene:
  - «Quilapán», de Baldomero Lillo; «Complot», de Olegario Lazo Baeza; «Los dos», de Rafael Maluenda; «El cuarto de las garras», de Fernando Santiván; «El aspado», de Mariano Latorre; «Pat'e cabra», de Víctor Domingo Silva; «Cuesta arriba», de Luis Durand; «El último disparo del Negro Chávez», de Óscar Castro; y «La espera», de Guillermo Blanco
- 1989 - La República Independiente de Miranda, Editorial Sudamericana
- 2005 - Huacho y Pochocha, contiene 10 textos de sus dos anteriores libros de cuentos; Sudamericana, Santiago
- 2017 - Cuentos reunidos, incluye los 12 textos de los libros Agua de arroz y La República Independiente de Miranda, con prólogo de Roberto Careaga; Ediciones UDP, Santiago

### Novela
- 1973 - Batman en Chile,[27] Ediciones de la Flor, Buenos Aires. Reeditado el 2008 por Bordura Ediciones, Santiago.
- 1976 - La orquesta de cristal, Editorial Sudamericana, Buenos Aires (2013: Editorial Hueders, Santiago)
- 1980 - El arte de la palabra,[28] Editorial Pomaire, España.

### Teatro
- Café-Concert (manuscrito sin titular; nombre propuesto por Óscar Sarmiento)[29]
- Las gallinas, obra escrita en los años 1970; estrenada bajo la dirección de Pedro Vicuña el 22 de marzo de 2007 en la Sala Agustín Siré (Morandé 750, Santiago)[30]
- La Mekka, estrenada bajo la dirección de Gustavo Mezaen diciembre de 1984 por el teatro Imagen, Santiago[31]
- Niu York, cartas marcadas, estrenada en 1985 por el autor y el grupo de teatro Paseo Ahumada en la Casa Larga, Santiago[31]
- La radio, 1987
- La comedia de los bandidos, estrenada en 1994 bajo la dirección de Aldo Parodi[29]
- Copelius y Copelia (manuscrito sin titular; nombre propuesto por Óscar Sarmiento), un fragmento de la obra fue montado en 1998 por Ramón Griffero[29]
- Diálogos de desaparecidos, 2018[32]

### Otras obras
- 1992 - Roma, la loba, publicado en Un cómic, libro editado por Pablo Brodsky que contiene la historieta inconclusa de Lihn con su propios dibujos, precedida del texto «Hablando de cómics con Alejandro Jodorowsky»;[33] Andros, Santiago; descargable desde el portal Memoria Chilena;
- 2006 - Enrique Lihn: Entrevistas (recopilación Daniel Fuenzalida, editor Juan Carlos Saéz)
- 2016 - Las cartas de Eros, libro escrito por a comienzos de los 80 y que se mantenía inédito; compuesto por  seis textos dirigidos a mujeres imaginarias

## Premios y reconocimientos
- Primer lugar en los Juegos de Poesía 1956, organizados por la directora de la revista Extremo Sur Esther Matte, con dos poemas, «Monólogo del padre con su hijo de meses» y «Monólogo del poeta con su muerte», que después formarían parte de La pieza oscura[15][34]
- Premio Atenea 1963 por La pieza oscura[34]
- Beca de la Unesco (1965)
- Premio Municipal de Literatura de Santiago 1965, categoría Cuento, por Agua de arroz
- Premio Casa de las Américas 1966, por Poesía de paso
- Premio Municipal de Literatura de Santiago 1970, categoría Poesía, por La musiquilla de las pobres esferas
- Beca Guggenheim (1978)

## Opiniones de contemporáneos
- Roberto Bolaño: «Frecuentar su poesía es enfrentarse con una voz que lo cuestiona todo. Esa voz, sin embargo, no sale del infierno, ni de las profecías milenaristas, ni siquiera de un ego profético, sino que es la voz del ciudadano ilustrado, un ciudadano que espera llegar a la modernidad o que es resignadamente moderno. Un ciudadano que ha aprendido la lección de Parra, su maestro y compañero de travesuras, y que en ocasiones nos ofrece una visión latinoamericana refulgente y original».
- Alejandro Jodorowsky: «¿Si yo fuera Dios, qué le diría a Enrique Lihn?”. Un tema lleno de trampas teológicas, románticas, egomaníacas. Enrique Lihn con una elegancia suprema, supera todas estas barreras».
- Antonio Cisneros: «Creador incansable. Perfeccionista. Poeta, narrador, dibujante, crítico, dramaturgo. Jamás se recostó en las certezas ni en los lechos de rosas».[35]